# Zeppelinstraße (Linz)
Die Zeppelinstraße ist eine Straße in der oberösterreichischen Landeshauptstadt Linz. Sie befindet sich im Stadtteil Kleinmünchen-Auwiesen und wurde nach dem Erfinder des lenkbaren Luftschiffes Ferdinand von Zeppelin (1838–1917) benannt.

## Geschichte
Die Zeppelinstraße war ursprünglich 1925 nach dem jüdischen Textilfabrikanten und Besitzer der Kunstmühle in Kleinmünchen und Wohltäter der Gemeinde Moriz Löwenfeld benannt. Nach der Machtübernahme der Nationalsozialisten wurde die Straße 1938 in Zeppelinstraße umbenannt.

## Lage und Charakteristik
Die rund 750 Meter lange Straße verläuft in westsüdwestlicher Richtung von der Wiener Straße zur Dauphinestraße. Im Bereich der Pfarrkirche Kleinmünchen besteht zwischen der Pfarrkirche und dem Pfarramt bzw. der Volksschule 7 bzw. der Neuen Mittelschule 10 eine Parallelführung der Straße. Die Straße wird zwischen der Dauphinestraße und der Sommerstraße von den Buslinien 11 und 19 befahren, wobei zwei Bushaltestellen (Dürerstraße bzw. Zeppelinstraße) bestehen.

## Gebäude

### Nr. 28 Villenartiges Wohnhaus
Zwischen den Hausnummern 18 und 30 befindet sich das Areal des Aluminium-Zylinderkopf-Herstellers Nemak (ehemals Mandl & Berger). Zum Betriebsgelände gehört auch ein in der Straßenflucht liegendes, villenartige Wohnhaus. Es wurde 1908 von Ferdinand Bachbaur für eigene Zwecke errichtet. Die Fensterachsen des der straßenseitigen Fassade wurden zu drei Zweiergruppen mit gemeinsamen Sohlbänken zusammengefasst, wobei das Mittelrisalit seicht hervortritt und durch einen Balkon mit rautenförmigen Eisengittern akzentuiert wurde. Der späthistoristisch-sezessionistische Dekor weist unterschiedliche Motive wie Masken, Bandlwerk und Guttae auf. An der Westfront findet sich ein Holz-Glas-Windfang mit Laubsägedekor sowie ein Balkon, die Rückseite wurde mit geometrisierenden Faschenrahmungen ausgeführt.

### Nr. 29 Arbeiterheim Kleinmünchen

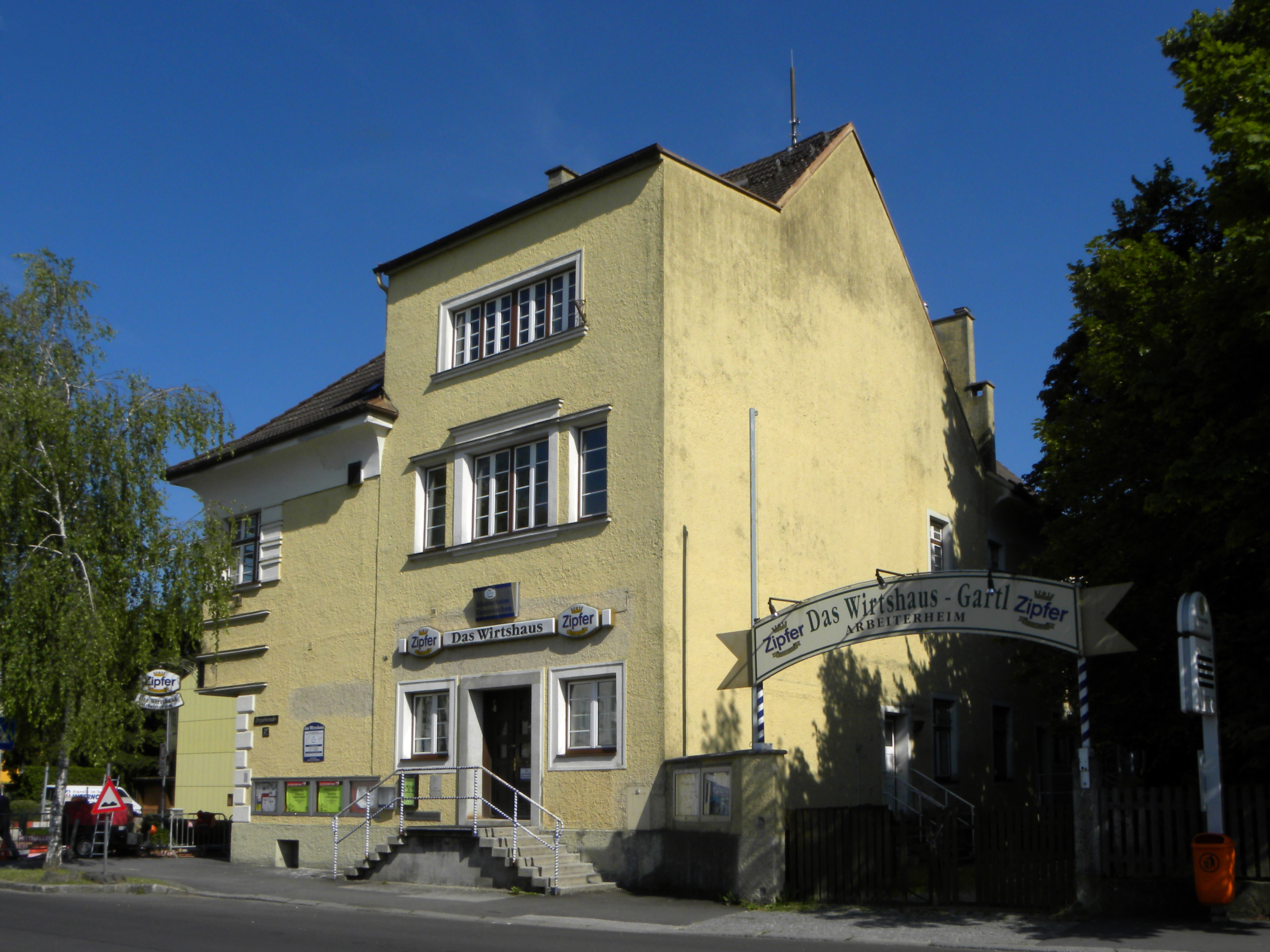
Arbeiterheim Kleinmünchen

Das ehemalige Arbeiterheim Kleinmünchen wurde zwischen 1928 und 1929 von der Baufirma J. Müller & F. Paral für den „Verein Arbeiterheim Kleinmünchen“ errichtet. Bei dem Eckhaus zur Dürerstraße (Dürerstraße 24) handelt es sich um einen ein- bis dreigeschoßigen asymmetrischen Bau mit expressionistischer Gliederung. Das denkmalgeschützte Gebäude besitzt an der Dürerstraße einen zweigeschoßigen Trakt mit Walmdach sowie einen ebenerdigen Anbau, wobei im Erdgeschoß des zweigeschoßigen Trakts gotisierende Spitzbogenfenster ausgeführt wurden. Die Fassade zur Zeppelinstraße weist einen schmalen, dreigeschoßigen, kubisch überhöhten Baukörper mit Fensterbändern auf. Das Arbeiterheim Kleinmünchen wurde lange Zeit als Gaststätte betrieben, wobei westlich an der Zeppelinstraße ein großer Gastgarten bestand. Zuletzt wurde der Betrieb als „Das Wirtshaus“ betrieben. Für das Gelände, das bis Ende 2021 im Eigentum der SPÖ-Privatstiftung L36 stand, wurde 2017 eine Umbauung des bestehenden Gebäudes in der Dürerstraße bzw. Zeppelinstraße durch die Wohnungsbaugenossenschaft Neue Heimat genehmigt und 2021 abgeschlossen.

### Nr. 30 Villenartiges Wohnhaus
Das Eckhaus zur Dürrerstraße26 wurde wie das schräg gegenüber liegende Arbeiterheim 1930 von der Baufirma J. Müller & F. Paral errichtet. Der kleine Villenbau verfügt an der Straßenecke über einen polygonalen Eckerker. 

### Nr. 33 Ehemaliges Postamt
Im Eckhaus zur Franz-Kurz-Straße 11 befand sich das ehemalige Kleinmünchner Postamt. Es wurde 1909 von Ferdinand Bachbauer für die k.k. Postmeisterin Theresia Stöger auf einem hakenförmigen Grundriss errichtet. Das Gebäude weist eine späthistoristisch-sezessionistische Fassade mit klassizierenden Motiven auf. Im Jahr 1963 erfolgte der Einbau eines Geschäftes im Erdgeschoß, das derzeit für einen Blumenladen genutzt wird.

### Nr. 37 Pfarramt St. Quirinus

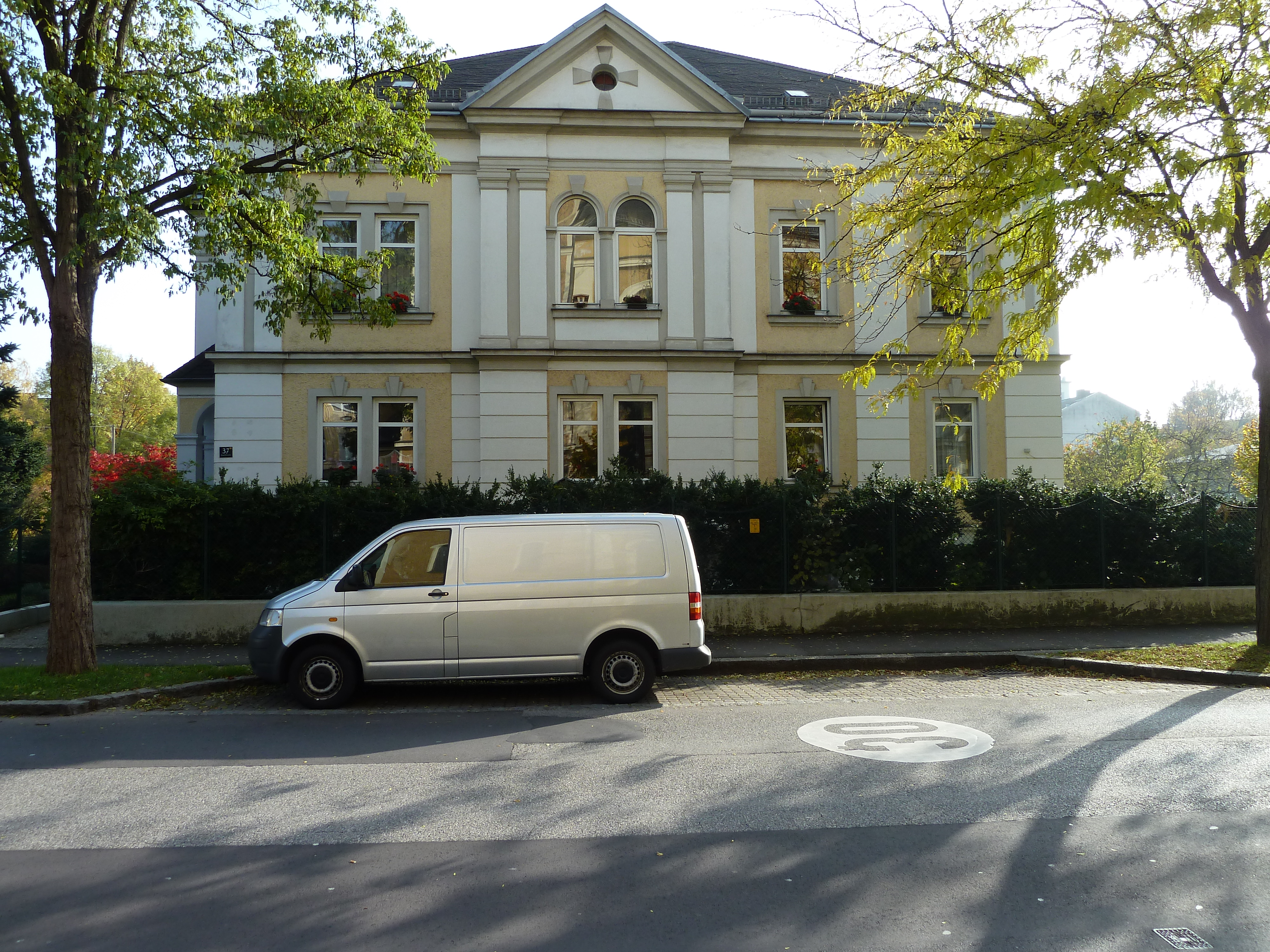
Pfarramt Kleinmünchen

Das Pfarramt der Pfarrkirche Kleinmünchen wurde 1909 von Franz Kaun im Auftrag des Chorherrenstifts St. Florian errichtet. Die asymmetrische Nordfassade weist Flaschen- und Pilastergliederung und besitzt ein giebelgekröntes Mittelrisalit mit Rundbogenzwilligsfenster im Obergeschoß. Das Gebäude steht unter Denkmalschutz.

### Pfarrkirche Kleinmünchen
Die Pfarrkirche Kleinmünchen wurde zwischen 1905 und 1906 nach Plänen von Dombaumeister Matthäus Schlager im späthistoristischen Mischstil errichtet.

### Nr. 44 Haupt- und Volksschule

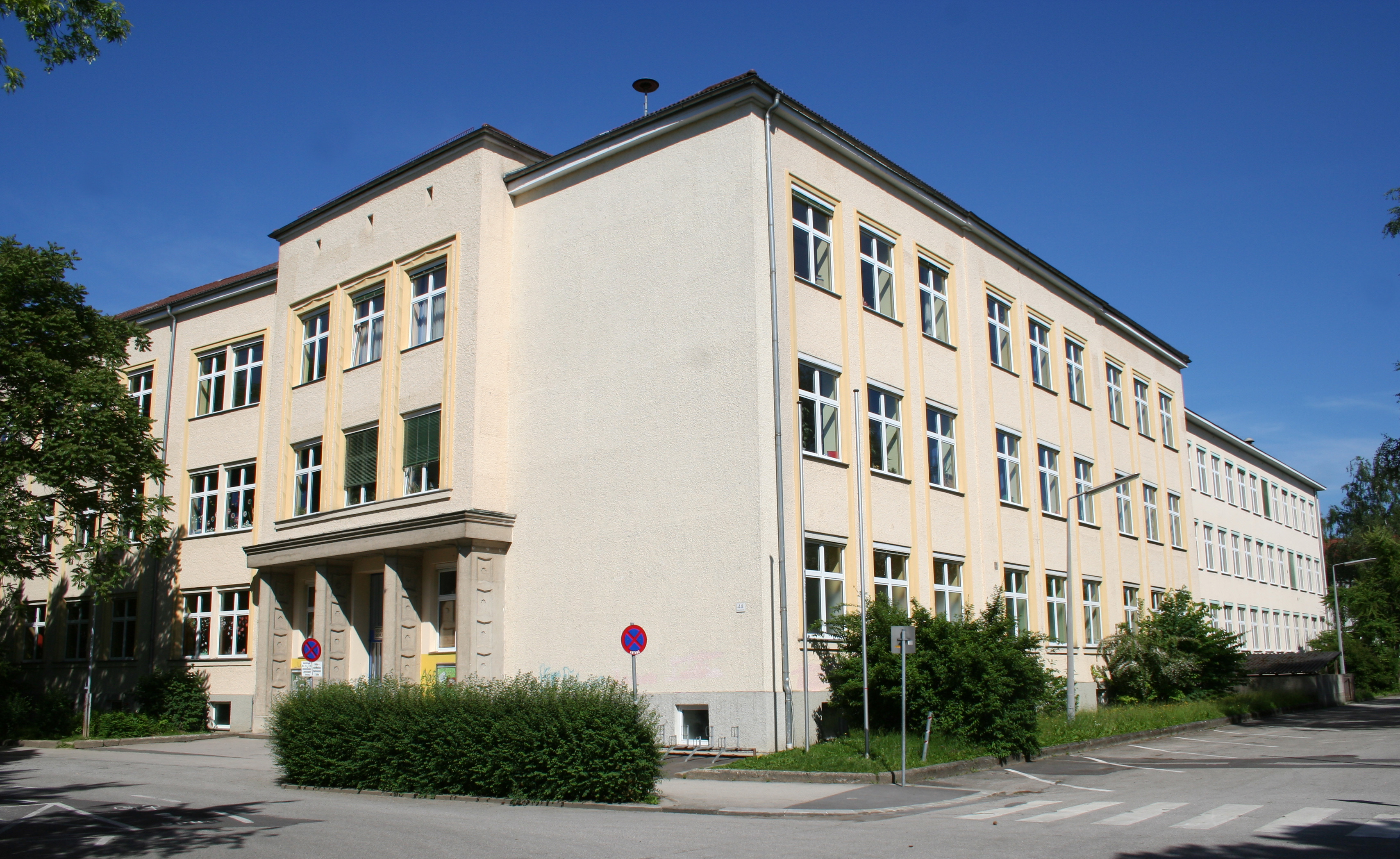
Volks- und Hauptschule

Der denkmalgeschützte Gebäudekomplex der Volksschule 7 und der Neuen Mittelschule 10 entstand in mehreren Bauphasen. Das erste Gebäude wurde 1910 durch Ferdinand Bachbaur an der Ecke der Franz-Kurz-Straße zum Kirchenplatz errichtet. Dieser Bau wurde 1923 durch das Stadtbauamt Linz nach Norden erweitert. In den Jahren 1926 und 1927 bzw. 1938 folgte die platzseitige Verbauung gegenüber der Pfarrkirche. Nach Beseitigung von Bombenschäden im Jahr 1946 erfolgte 1960/61 zudem die Verlängerung der Anbauten gegen die Denkstraße. Ein zweiter Turnsaal wurde zwischen 1981 und 1982 an der Denkstraße errichtet. Auffälligstes Detail der südseitigen Fassade ist der dreiteilige Eingangsbereich mit kassettierten Kunststeinpfeilern und schwerem Gesimse. Im Gartenhof befindet sich ein Kunststein-Brunnen mit einer wassersprühenden Seelöwen-Figur.

### Nr. 58 Gesundheitszentrum Kleinmünchen
Das Eckhaus an den Einmündung von Denkstraße und Zeppelinstraße in die Dauphinestraße (= Denkstraße 53 bzw. Dauphinestraße 52) wurde 2016 abgerissen und durch einen Neubau ersetzt. Zuvor stand hier ein zwischen 1907 und 1908 von Ferdinand Bachbaur für Karl und Anna Niedermair errichtetes Wohnhaus, dass später von der Oberösterreichischen Gebietskrankenkasse als Zweigstelle genutzt wurde. Das Späthistoristische Wohnhaus besaß flach vortretende Risalite mit Rustika-Ortsteinbändern und Fenster mit gerader Verdachung. Das Erdgeschoß war genutet, ebenso fand sich im Obergeschoß eine zarte Nutung, wobei die Fenster im Risalitbereich hier gesprengte Giebel aufwiesen.